# ویوک راماسوامی
ویوک راماسوامی (انگلیسی: Vivek Ramaswamy؛ زادهٔ ۹ اوت ۱۹۸۵) از اهالی کسب‌وکار، و صاحب‌نظر اهل ایالات متحده آمریکا است. راماسوامی پس از کار به عنوان یک شریک سرمایه‌گذاری، شرکت زیست‌دارو Roivant Sciences را در سال ۲۰۱۴ تأسیس کرد. از سال ۲۰۲۰، او علیه سرمایه‌داری سهامداران، سانسور فناوری بزرگ، و نظریه انتقادی نژاد نوشته و صحبت کرده‌است. راماسوامی پس از ترک Roivant در سال ۲۰۲۱، Strive Asset Management را تأسیس کرد و به عنوان رئیس اجرایی آن، یک شرکت سرمایه‌گذاری مخالف راهبری زیست‌محیطی، اجتماعی و ابرشرکتی (ESG) فعالیت می‌کند. در ۲۱ فوریه ۲۰۲۳، او نامزدی خود را در انتخابات مقدماتی ریاست جمهوری حزب جمهوری‌خواه در سال ۲۰۲۴ اعلام کرد.

## سنین جوانی و تحصیل
راماسوامی در سال ۱۹۸۵ در سینسیناتی، اوهایو به دنیا آمد و در آنجا بزرگ شد. پدر و مادر او از کرالا، هند مهاجرت کردند. پدرش از یک کالج مهندسی منطقه ای در کرالا فارغ‌التحصیل شد و برای جنرال الکتریک به عنوان مهندس و وکیل ثبت اختراع کار کرد، در حالی که مادرش از کالج پزشکی میسور فارغ‌التحصیل شد و به عنوان روان‌پزشک سالمندان کار کرد. راماسوامی استدلال کرده‌است که سرمایه‌داری به سبک آمریکایی با ارائه فرصت‌های اقتصادی بیشتر به شهروندان طبقه پایین پادزهری برای سیستم کاست (نظام اجتماعی) هند ارائه می‌کند.
راماسوامی در سال ۲۰۰۳ از دبیرستان سنت خاویر، یک دبیرستان یسوعی در سینسیناتی فارغ‌التحصیل شد.
راماسوامی در سال ۲۰۰۷ از کالج هاروارد و انجمن فی بتا کاپا با مدرک بی‌ای فارغ‌التحصیل شد. در زیست‌شناسی او پایان‌نامه ارشد خود را در مورد سؤالات اخلاقی که با ایجاد واهی انسان و حیوان مطرح می‌شود نوشت. پایان‌نامه او جایزه Bowdoin را برای علوم طبیعی دریافت کرد، و یک مقاله دقیق در نیویورک تایمز و بوستون گلوب در سال ۲۰۰۷ منتشر شد. در سال ۲۰۱۱، راماسوامی موفق به دریافت کمک هزینه تحصیلی در مقطع کارشناسی ارشد توسط کمک هزینه تحصیلی پل و دیزی سوروس برای آمریکایی‌های جدید شد. در سال ۲۰۱۳، او مدرک جی‌دی را از مدرسه حقوق ییل دریافت کرد.

## دخالت سیاسی
راماسوامی لغو قانونی را پیشنهاد کرده‌است که رؤسای جمهور را مجبور می‌کند تمام پولی را که کنگره اختصاص می‌دهد خرج کنند. او تنوع، برابری، و شمول و جنبش‌های زیست‌محیطی، اجتماعی و حکومت داری (ESG) را رد می‌کند.
در سال ۲۰۲۲، راماسوامی نامزدی در انتخابات سنای ایالات متحده در سال ۲۰۲۲ در اوهایو را در نظر گرفت. او در ۲۱ فوریه ۲۰۲۳ نامزدی خود را برای ریاست جمهوری ایالات متحده در انتخابات ۲۰۲۴ اعلام کرد. بر اساس نمایه ای در پولیتیکو، راماسوامی از پیروزی دونالد ترامپ در انتخابات ریاست جمهوری ۲۰۱۶ الهام گرفته‌است و می‌خواهد «با روحیه کارآفرینی، ایده‌های غیرمتعارف و انتظارات کمی» در انتخابات شرکت کند، به این امید که «پیروان بزرگی که او را همراهی کنند» بسازد.
راماسوامی نامزدی خود را در برنامه تاکر کارلسون امشب فاکس نیوز در ۲۱ فوریه ۲۰۲۳ اعلام کرد.